# デジタル・フロンティア
株式会社デジタル・フロンティア（英: DIGITAL FRONTIER INC.）は、映像全般の企画・制作や劇場用映画・TV番組の企画及び制作などを主な事業とする日本の企業。円谷フィールズホールディングス株式会社の連結子会社。

## 歴史
1993年、当時の最新メディアや技術を使った映像制作をすることを目的にティー・ワイ・オーの一部門として発足。2000年5月、同社の子会社として独立し法人化。
2010年4月、フィールズ（現：円谷フィールズホールディングス）が株式の一部を取得し子会社化した。2011年10月、本社を東京都渋谷区桜丘町へ移転。
2021年3月、Netflixと複数年の業務委託契約を結ぶ。オリジナル作品におけるVFXの制作協力を行う。
CG・VFX制作の他、モーションキャプチャも専門とし、モーションキャプチャスタジオ「オパキス」（東京都江東区）を所有している。関連会社として株式会社GEMBA、集拓聖域股份有限公司（Digital Frontier（Taiwan））が存在する。

## 参加作品
1999年
- ガメラ3 邪神覚醒

2004年
- APPLESEED
- NITABOH 仁太坊-津軽三味線始祖外聞

2006年
- DEATH NOTE
- デスノート the Last name

2007年
- EX MACHINA
- ネガティブハッピー・チェーンソーエッヂ

2008年
- L change the WorLd
- 蛇にピアス
- バイオハザード ディジェネレーション

2009年
- 魔法遣いに大切なこと
- サマーウォーズ

2010年
- 嘘つきみーくんと壊れたまーちゃん

2011年
- GANTZ
- GANTZ PERFECT ANSWER
- 鉄拳 ブラッド・ベンジェンス

2012年
- おおかみこどもの雨と雪
- バイオハザード ダムネーション

2013年
- めめめのくらげ
- 旅立ちの島唄 十五の春
- 人類資金
- バイロケーション

2014年
- 青鬼
- 大乱闘スマッシュブラザーズ for Nintendo 3DS / Wii U

2015年
- ストレイヤーズ・クロニクル
- バケモノの子
- 青鬼 ver.2.0
- デスノート (テレビドラマ)

2016年
- 桜ノ雨
- 裏切りの街
- アイアムアヒーロー
- デスノート Light up the NEW world
- GANTZ:O
- 太陽
- 金メダル男

2017年
- Infini-T Force
- プラージュ ～訳ありばかりのシェアハウス～

2018年
- ドラえもん のび太の宝島
- 劇場版Infini-T Force/ガッチャマン さらば友よ
- いぬやしき
- BLEACH 死神代行篇
- 未来のミライ
- 王朝の陰謀 闇の四天王と黄金のドラゴン
- 大乱闘スマッシュブラザーズ SPECIAL

2019年
- 荒野のコトブキ飛行隊
- 湊かなえ ポイズンドーター・ホーリーマザー

2020年
- 今際の国のアリス

2021年
- 竜とそばかすの姫